# 23:e världsjamboreen

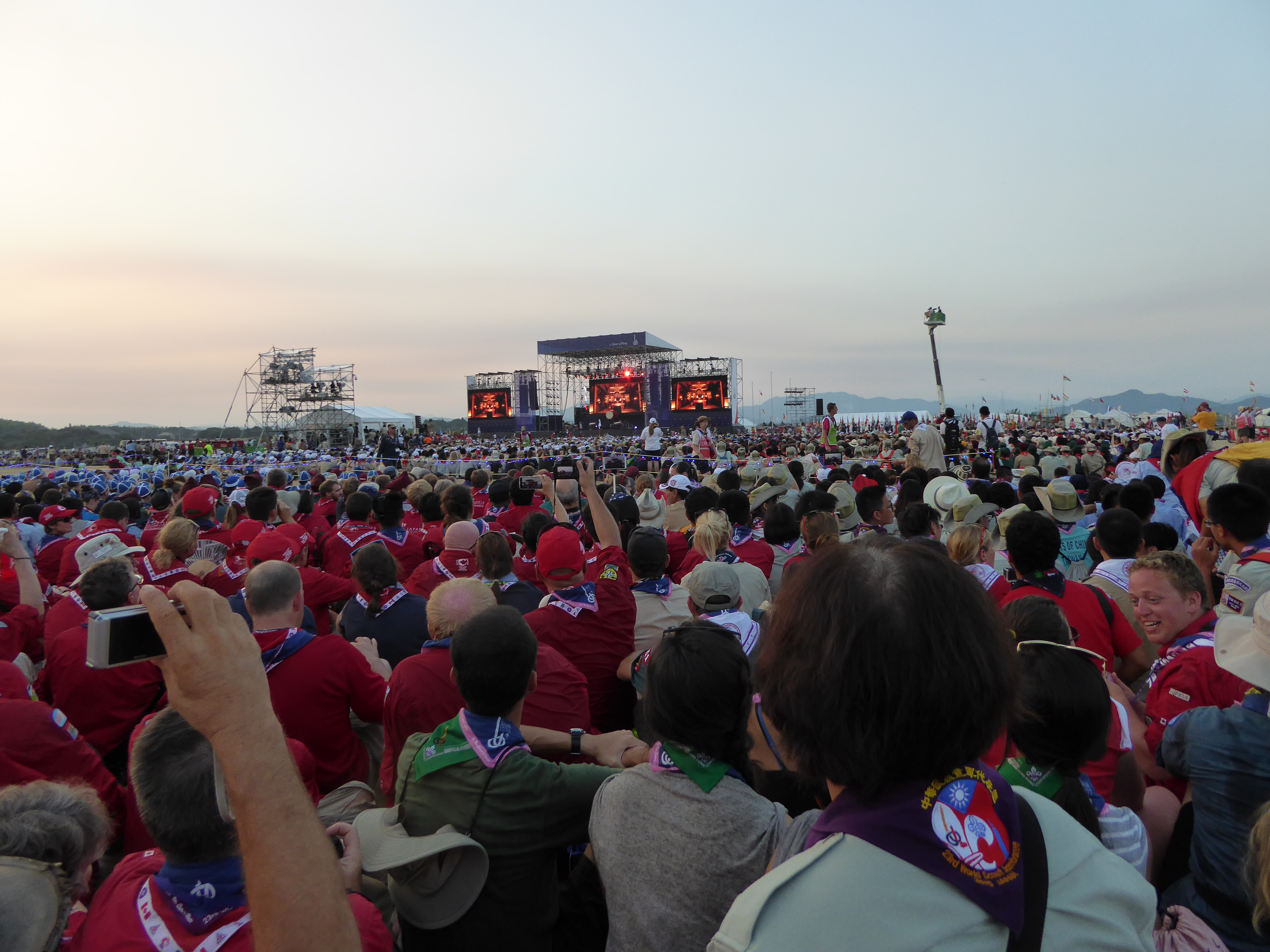

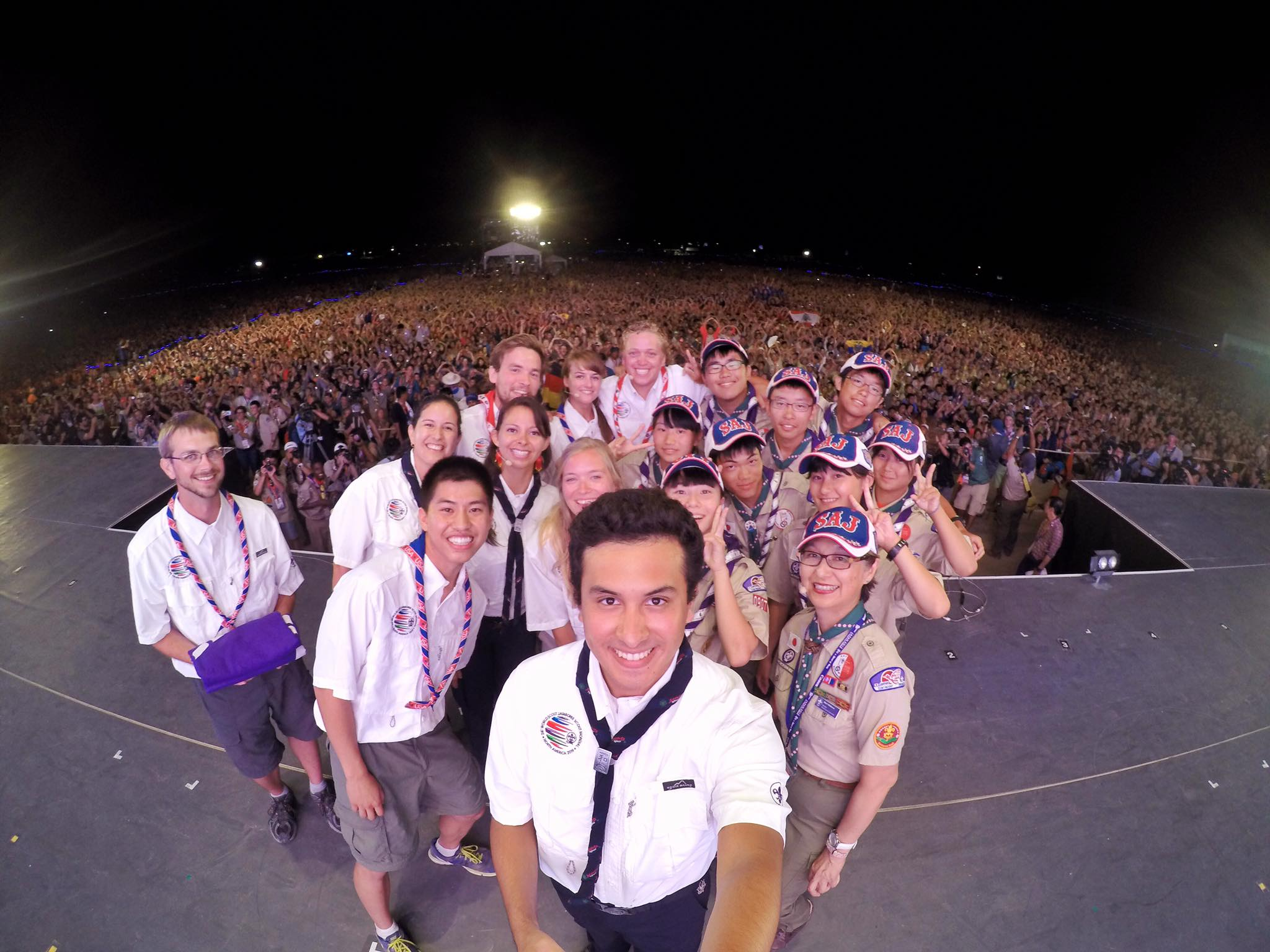

Den 23:e världsjamboreen ägde rum på Kirara Beach, Yamaguchi, Japan mellan 28 juli till 8 augusti 2015. Temat på världsjamboreen är "Wa: A Spirit of Unity". Både Japan och Singapore anhöll om att få anordna Jamboreen, men under Scouternas världskonferens i Sydkorea 2008 beslutades det att Japan skulle bli värdland. Lägerplatsen ligger relativt nära Hiroshima och är cirka 3 km² stor. 
Det var 33 628 scouter och ledare, inklusive 7 979 IST:are (International Service Team) boende på lägret. 
Lägret anordnades av Scout Association of Japan, och World Organization of the Scout Movement